# 3,3-二甲基-1-丁醇
3,3-二甲基-1-丁醇（英語：3,3-Dimethyl-1-butanol，缩写DMB，又称为新己醇）是一種醇類的有機化合物，是胆碱的结构类似物。

胆碱的结构

## 效应
DMB抑制小鼠和人粪便微生物的三甲胺（TMA）形成，从而减少胆碱和肉碱补充后血浆内氧化三甲胺（TMA）的水平。因此它可以抑制胆碱增强的内源性巨噬细胞泡沫细胞形成和动脉粥样硬化病变的发生，但不改变循环胆固醇的水平。